# Ermanno Vallazza
Ermanno Vallazza (Boca, 6 de mayo de 1899 – Boca, 30 de enero de 1978) fue un ciclista italiano que fue profesional entre 1924 y 1931.

## Carrera
Después de haber ganado el campeonato italiano para amateurs en 1923. Venció la Coppa Placci en 1926 y obtuvo puestos de prestigio, entre los cuales dos terceros puestos en el Giro de Lombardía, en el 1925 y en 1926. Acabó el Giro de Italia para dos veces en la cuarta posición (1926 y 1927) y una vez sexto en 1925.

## Palmarés
1923
- Campeón de Italia de ciclismo en ruta (amateur)

1926
- Coppa Placci

## Resultados en Grandes Vueltas
Durante su carrera deportiva ha conseguido los siguientes puestos en las Grandes Vueltas:
| Carrera         | 1924 | 1925 | 1926 | 1927 | 1928 | 1929 |
| --------------- | ---- | ---- | ---- | ---- | ---- | ---- |
| Giro de Italia  | Ab.  | 6º   | 4ª   | 4ª   | -    | 23ª  |
| Tour de Francia | 13º  | -    | -    | -    | -    | -    |
| Vuelta a España | X    | X    | X    | X    | X    | X    |

-: no participa

Ab.: abandono

La Vuelta a España se celebra a partir de 1935.